# Privilegio parlamentario
El privilegio parlamentario, también conocido como privilegio absoluto es un mecanismo legal empleado dentro de los cuerpos legislativos de aquellos países cuyas constituciones se encuentran basadas en el sistema Westminster. En otras legislaturas, un mecanismo similar se conoce como inmunidad parlamentaria. 

## Privilegio parlamentario en el Reino Unido
En el Reino Unido,se permite a miembros de la Cámara de los Lores (en inglés, House of Lords) y de la Cámara de los Comunes, hablar libremente ante esas casas sin temor a acciones legales en el marco de la difamación. También significa que cuando un miembro se halla dentro de los campos del Palacio de Westminster, él o ella no pueden ser puestos bajo arresto por causas civiles; no hay inmunidad de arresto, en cambio, en esferas criminales. Una consecuencia del privilegio de la libertad de expresión, de la que los legisladores en los sistemas de Westminster se ven privados por convenciones de su Cámara, es la de enunciar determinadas palabras como "mentiroso" (véase lenguaje antiparlamentario).  
Los derechos y privilegios de los miembros son supervisados por el poderoso Comité sobre Estándares y Privilegios. Si un miembro de la casa infringe las reglas, entonces él como ella podrán ser sancionados o incluso expulsados de la Cámara. Tales infracciones incluyen dar falso testimonio ante un comité de la Cámara y la aceptación de sobornos por los miembros.   
También se aplican derechos similares a otros países con el sistema de Westminster, como es el caso de Australia. Además, aunque la legislatura de los Estados Unidos no se basó en la de Westminster, el sistema de privilegio norteamericano se sustenta en la práctica de Westminster.   
El privilegio parlamentario es polémico por su potencial de abuso; un miembro puede hacer uso del privilegio para hacer alegaciones hirientes que comúnmente serían reprobadas por leyes de difamación, sin primero determinar si aquellas alegaciones tienen una base o causa fuerte. En Australia, tales abusos le han ganado al parlamento el apodo de "castillo cobarde" - un sitio en el que un miembro puede atacar a otros, mientras disfruta de inmunidad por los susodichos ataques.

## Privilegios de la Cámara de los Comunes del Reino Unido
Los derechos y privilegios antiguos e indudables de los Comunes son demandados por el presidente de la cámara, al comienzo de cada nuevo parlamento: 
1. Libertad de expresión;
2. Libertad de arresto;
3. Acceso de los Comunes a la Corona (mediante su presidente); y
4. Que la construcción más favorable debe ser establecida sobre las deliberaciones de los Comunes.

Privilegios no tan demandados:
1. Derecho de la Cámara a regular su propia composición;
2. Derecho de la Cámara a regular sus propios procedimientos internos (tomar conciencia de los asuntos dentro de la cámara);
3. Derecho de castigar a miembros y "extraños" por infracción del privilegio y desacato;
4. Derecho de impugnación; y
5. Derecho de contralor de las finanzas de iniciar una legislación financiera (en contra de los Senadores).

## Privilegio parlamentario en Canadá
En Canadá, el Senado federal y la Cámara de los Comunes, así como las asambleas legislativas provinciales, siguen la definición de privilegio parlamentario ofrecida por la autoridad parlamentaria británica, Tratado de Erskine May sobre la Ley, los Privilegios, Procedimientos y uso del Parlamento, que lo define como "la suma de los derechos peculiares disfrutados de forma colectiva por cada Cámara como parte constituyente de la Alta Corte del Parlamento, e individualmente  por miembros de cada cámara, sin los cuales no pueden cumplir...los privilegios del Parlamento son derechos absolutamente necesarios para la ejecución de sus poderes. Son disfrutados por Miembros individuales, porque la Cámara no puede llevar a cabo sus funciones sin el uso permitido del servicio de sus Miembros, y por cada Cámara para la protección de sus miembros y la reivindicación de su propia autoridad y dignidad". El privilegio parlamentario puede entonces ser reclamados de forma individual por los Miembros, o por la Cámara, colectivamente.   
La regla por la cual se aplica el privilegio parlamentario es aquella que no puede exceder los poderes, privilegios e inmunidades del parlamento imperial como se sostuvo en 1867, cuando se escribió la primera constitución.  
Entre los privilegios parlamentarios se incluyen:
1. Libertad de diálogo o expresión
2. Libertad de arresto en acción civil
3. Exención de deber jurídico
4. Exención de aparecer como testigo
5. Libertad respecto a la obstrucción, interferencia, intimidación y al importunio

Los privilegios parlamentarios colectivos incluyen:
1. Poder de disciplina
2. Regulación de los asuntos internos de la Cámara
3. Manejo de empleadores
4. Autoridad para mantener el atendimiento y servicio de Miembros
5. Derecho a realizar pedidos, convocar testigos y demandar papeles
6. Derecho de administrar juramentos a los testigos
7. Derecho de publicar papeles que contienen material difamatorio

La Suprema Corte de Canadá ha tratado previamente con la cuestión del privilegio parlamentario en New Brunswick Broadcasting Co. v. Nova Scotia (Presidente de la Cámara de Asamblea). En ese caso, la Corte hizo las siguientes observaciones sobre privilegio parlamentario:
“Privilegio” en este contexto denota a la exención legal de algún deber, carga, atendimiento o responsabilidad que son materia para otros. Se ha sostenido desde hace tiempo que para realizar sus funciones, los cuerpos legislativos requieren ciertos privilegios vinculados a la conducta de su competencia. También ha sido largamente aceptado que estos privilegios se deben sustentar absoluta y constitucionalmente si son eficaces; la rama ejecutiva de nuestro gobierno debe gozar de cierta autonomía que incluso ni la Corona ni las cortes puedan tocar. 
Los privilegios atribuidos a legislaturas coloniales provienen de la ley común. Basados en el Parlamento británico, se les estimó como portadores de tales poderes y autoridad que son necesariamente incidentales para su correcto funcionamiento. Estos privilegios fueron gobernados por el principio de necesidad más que por incidente histórico, y por lo tanto, no repetirán exactamente los poderes y privilegios encontrados en el Reino Unido.
Casos recientes de privilegio parlamentario en Canadá, adjudicados por las cortes, incluyen: 
1. 1993: New Brunswick Broadcasting Co. v. Nova Scotia (Presidente de la Asamblea), donde las cortes sostuvieron que el parlamento puede restringir a quien pudiera entrar en precintos parlamentarios.
2. 1999: Zundel v. Boudria, et al., donde las cortes sostuvieron que el parlamento puede restringir a quien entrase en precintos parlamentarios.
3. 2001: Ontario (Presidente de la Asamblea legislativa) v. Ontario (Comisión de Derechos Humanos), donde las cortes sostuvieron que las acciones de la asamblea legislativa provincial eran inmunes de revisión por parte de otros entes del gobiernos, incluyendo la Comisión de Derechos Humanos.